# Santa Subito
Santa Subito ist ein italienischer Dokumentarfilm aus dem Jahr 2019 von Regisseur Alessandro Piva.
Die Musik des Films wurde von Mattia Vlad Morleo konzipiert und komponiert.
Der Film thematisiert das Schicksal von Santa Scorese, einer jungen Frau aus Bari, die 1991 von einem Mann ermordet wurde, nachdem er sie über einen längeren Zeitraum mit Briefen belästigt und verfolgt hatte. Trotz mehrfacher Beschwerden bei der Polizei griff diese mangels gesetzlicher Handhabe gegen Stalking nicht ein. Scorese hielt ihre Erlebnisse in einem Tagebuch fest. Sie war streng gläubig und wird von der katholischen Kirche für eine Heiligsprechung in Betracht gezogen. Alessandro Piva erfuhr durch eine öffentliche Rede ihrer Schwester von dem Fall. Er interviewte Freunde und Verwandte des Opfers und ließ sie über Santa Scorese sprechen, als wäre sie noch am Leben und würde ihre Zukunft planen.
Santa Subito wurde von Alessandro Pivas Unternehmen Seminal Film produziert, gefördert durch die Fondazione Apulia Film Commission.
Der Film gewann den Publikumspreis (Premio del Pubblico BNL) auf dem Rome Film Festival 2019.